# Étang de Montcortés
L'étang de Montcortés (en catalan : Estany de Montcortès) est un site d'importance communautaire situé sur la commune de Baix Pallars, dans la région de Pallars Sobirà, dans la province de Lleida (Catalogne, Espagne). C'est une formation d'origine karstique. Avec les étangs de Basturs, c'est le seul des Pyrénées à ne pas être d'origine glaciaire. La réserve naturelle couvre une superficie de 45,05 ha. Cet espace appartient aussi à Natura 2000 (espace ES5130019 "estany de Montcortès") et a été approuvée en décembre 1997. Son hydrologie est largement contrôlée par les apports des eaux souterraines pour compenser les pertes de l'étang à la fois par évaporation et par un petit ruisseau émissaire situé sur sa bordure nord.

## Galerie

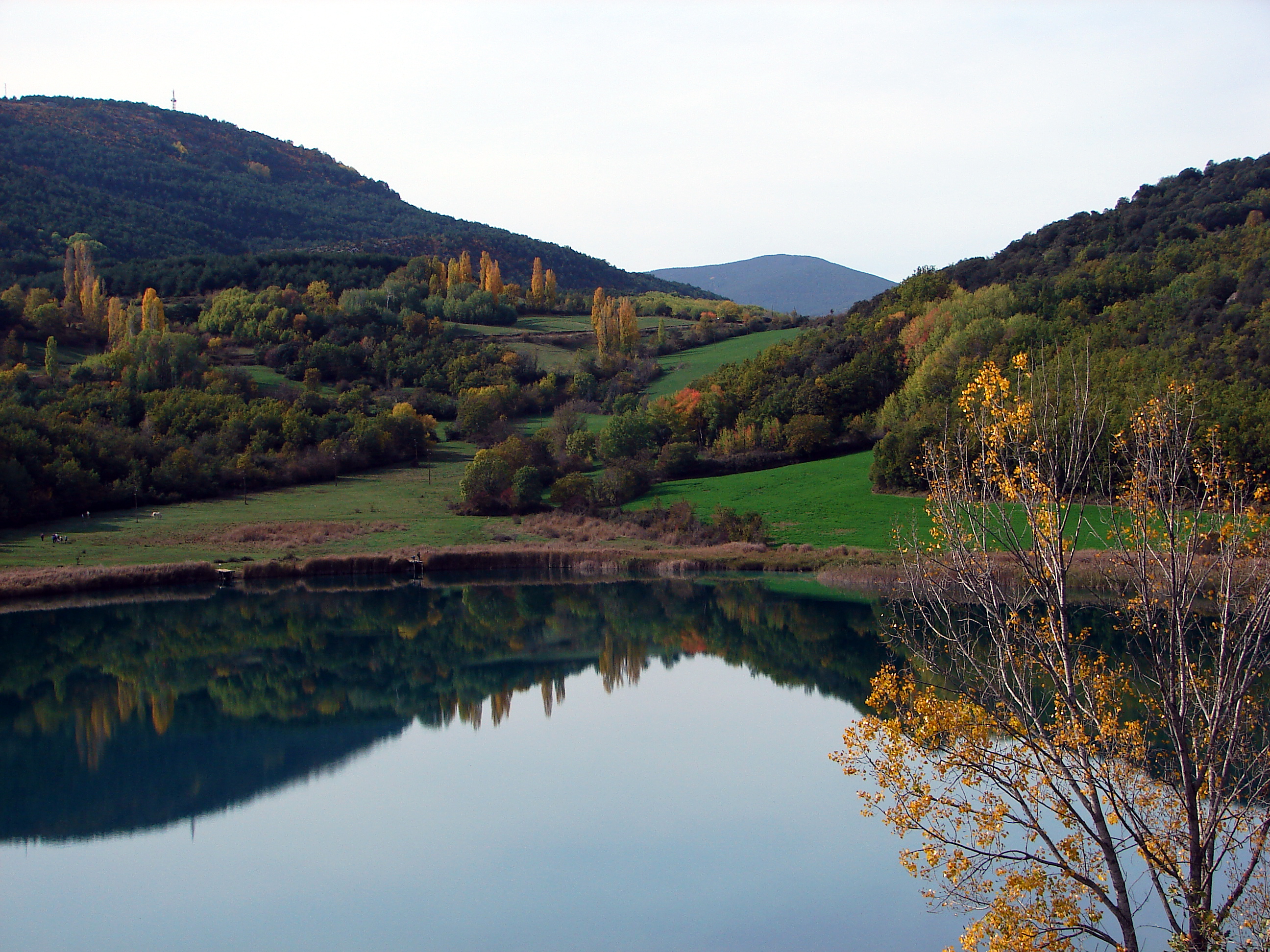
Étang de Montcortés.
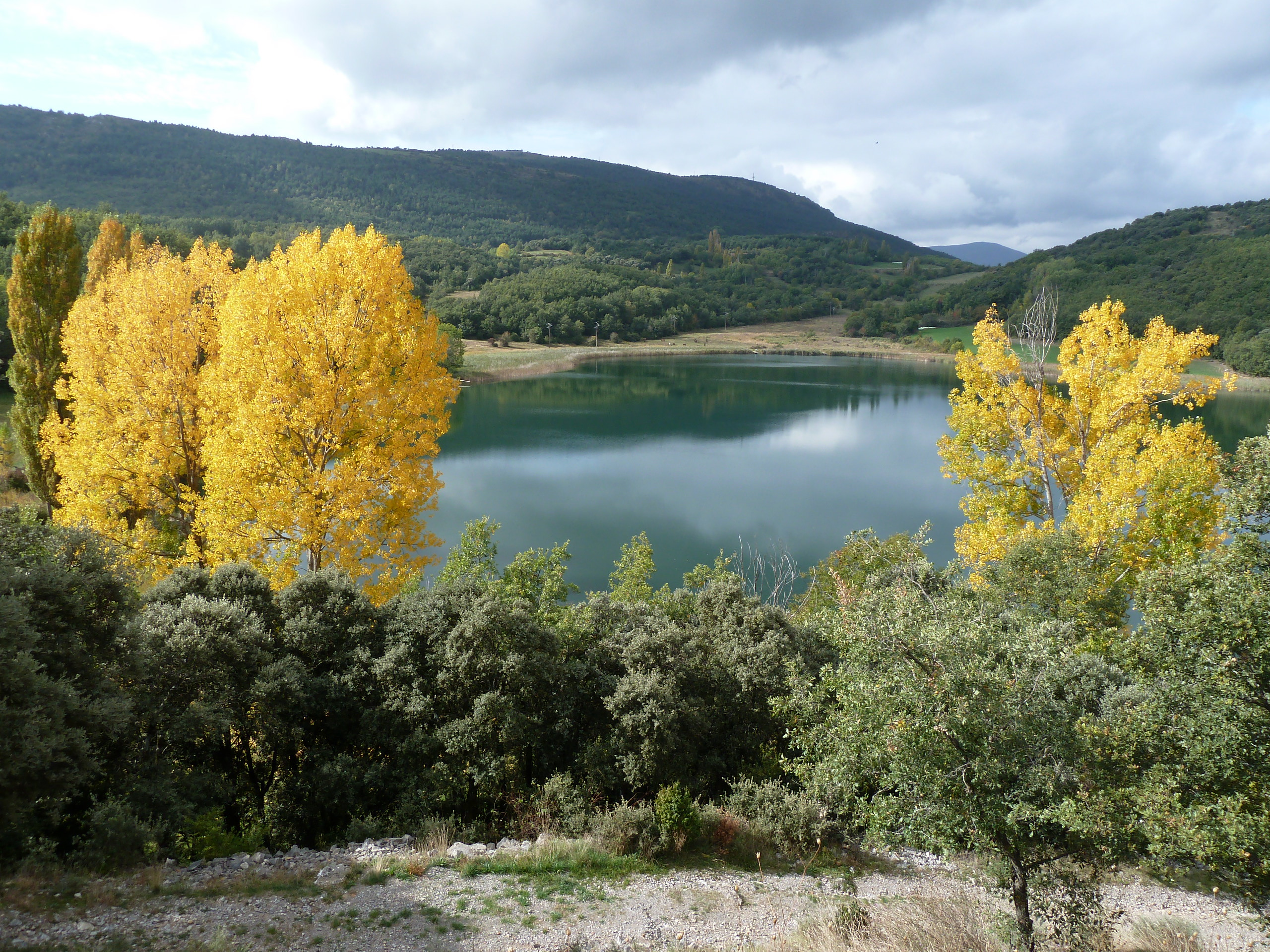
Foulque macroule dans l'étang de Montcortés.
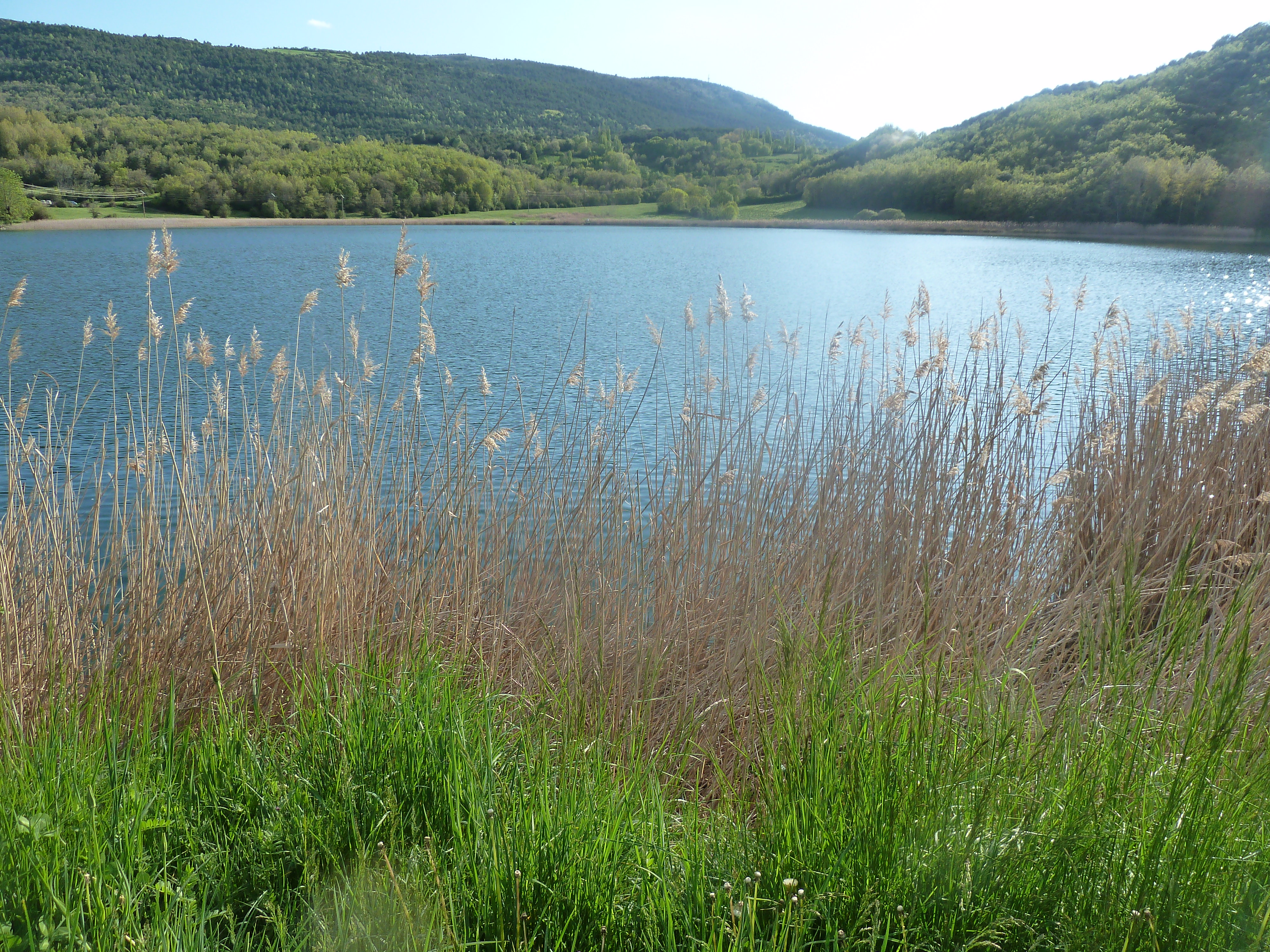
Étang de Montcortés a l'été.